# 宋一貞
宋一貞（？—？），字復元、號眉居，江西承宣布政使司南昌府奉新縣（今江西省奉新縣）人，明朝政治人物、进士出身。宋國華之孫。
崇禎六年，鄉試中舉；崇禎十五年，登進士，授山東霑化縣知縣，李自成兵至，出走，十七年五月邑人李百殺順朝所派縣令李調鼎，擁護一貞復任，七月降清。清朝入關后，順治元年，擔任雲南道試監察御史、雲南道監察御史，巡視中城。